# Nhớ mộng

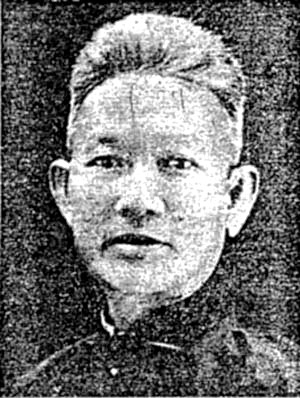
Thi sĩ Tản Đà, tác giả Nhớ mộng.

Nhớ mộng là một trong những bài thơ hay của Tản Đà, một thi nhân Việt Nam thời tiền chiến.

## Văn bản
Bài Nhớ mộng, làm theo thể thất ngôn bát cú, nằm trong bài Thư giả nhời cô Chu Kiều Oanh, in trong tập văn thơ Còn chơi, xuất bản năm 1921. Nguyên văn bài thơ như sau:
Giấc mộng mười năm đã tỉnh rồi,
Tỉnh rồi lại muốn mộng mà chơi.
Nghĩ đời lắm nỗi không bằng mộng,
Tiếc mộng bao nhiêu dễ ngán đời.
Những lúc canh gà ba cốc rượu,
Nào khi cánh điệp bốn phương trời?
Tìm đâu cho thấy người trong mộng,
Mộng cũ mê đường biết hỏi ai?

## Đánh giá
Nhà phê bình Lê Thanh, trong quyển Thi sĩ Tản Đà (xuất bản năm 1939), đã có lời khen ngợi bài thơ này như sau:
...Tản Đà nói ông nhớ mà không biết nhớ ai, ông than mà không biết than về cái gì, thì...chất thơ ông trong như lọc với những cảnh tượng không rõ rệt, với những tư tưởng lâng lâng, với những cảm giác mơ mộng...và ông đã làm nên những câu thơ tuyệt mỹ...Hãy giở trong tập thơ của ta từ mấy trăm năm nay, ta tìm thế nào cho thấy những bài thơ như bài "Nhớ mộng".
Dẫn lại đoạn bình trên, thi sĩ Xuân Diệu bàn thêm: 
Như vậy, theo Lê Thanh thì trong bài thơ "Nhớ mộng" có một chất gì đó mà từ trước chưa có. Từ trước, có thể đã có những bài thơ hay hơn, sâu hơn, đau đớn hơn...nhưng cái giọng điệu này, phải chờ những thập niên đầu thế kỷ 20 mới có. Đó là chủ nghĩa lãng mạn.
Chất lãng mạn thì vạn đại vốn có ở trong gió mây sấm chớp của trời đất, vốn có trong thơ Khuất Nguyên, thơ Nguyễn Trãi, thơ Nguyễn Du...nhưng chủ nghĩa lãng mạn với cái "tôi", cái "bệnh của thế kỷ", với cái mơ màng, cái cảm xúc chơi vơi của cái "tôi", thì phải những chục năm đầu của thế kỷ 20 với tản Đà, mới có.
Những câu thơ có thần hơn cả của Tản Đà, người khác không làm được, là những câu buồn mơ mộng, buồn vô định...